# Departament de Huehuetenango
El departament de Huehuetenango és un departament de Guatemala, amb capital al municipi de Huehuetenango. El departament està situat a la regió nord-occidental del país i limita al nord i oest, amb Mèxic, al sud amb els departaments de San Marcos, Quetzaltenango i Totonicapán; i a l'est amb el departament d'El Quiché.
El departament de Huehuetenango té una topografia variada, amb muntanyes i cims que excedeixen els 3.850 msnm en la Sierra de los Cuchumatanes i terres baixes que descendeixen fins a uns 300 msnm. El seu clima és variat a conseqüència de la grans diferències en elevació i la sinuositat del terreny.
La ciutat de Huehuetenango es troba a una distància d'aproximadament 264 km de la capital a una altura d'1.901,64 msnm. La població del municipi de Huehuetenango està estimada actualment al voltant dels 100.000 habitants de població fixa i uns 15.000 de població flotant.

## Idioma
Huehuetenango és un dels departaments de Guatemala en els quals es parlen diversos idiomes maies, sense deixar de predominar l'espanyol (idioma oficial).
Entre altres idiomes parlats a la regió es troben: el mam als municipis de La Libertad, San Pedro Necta, Santiago Chimaltenango, Todos Santos Cuchumatán, Cuilco, San Ildefonso Ixtahuacán, Colotenango, San Rafaél Petzal, San Juan Atitán, San Gaspar Ixchil, Santa Bárbara, San Sebastián Huehuetenango, Chiantla i Tectitán; compartint l'ús amb el tektitek, que es parla a Cuilco i Tectitán, amb l'akatek a San Miguel Acatán, parlat també a San Rafael la Independencia. El chuj es parla a San Mateo Ixtatán, San Sebastián Coatán i part de Nentón, on comparteix amb el poptí', parlat també a Jacaltenango, La Democracia, Concepción, San Antonio Huista i Santa Ana Huista. El kanjobal es parla a San Pedro Soloma, San Juan Ixcoy, Santa Eulalia i Santa Cruz Barillas. L'awakatek que es parla a part d'Aguacatán on també es parla el txaltxitek.

## Divisió administrativa
El departament de Huehuetenango té 32 municipis:
1. Aguacatán[2]
2. Chiantla[3]
3. Colotenango[4]
4. Concepción Huista
5. Cuilco
6. Huehuetenango
7. Jacaltenango
8. La Democracia[5]
9. La Libertad[6]
10. Malacatancito
11. Nentón
12. San Antonio Huista
13. San Gaspar Ixchil[7]
14. San Ildefonso Ixtahuacán[8]
15. San Juan Atitán
16. San Juan Ixcoy
17. San Mateo Ixtatán[9]
18. San Miguel Acatán
19. San Pedro Necta
20. San Pedro Soloma[10]
21. San Rafael La Independencia
22. San Rafael Petzal
23. San Sebastián Coatán
24. San Sebastián Huehuetenango
25. Santa Ana Huista.
26. Santa Bárbara
27. Santa Cruz Barillas[11]
28. Santa Eulalia
29. Santiago Chimaltenango
30. Tectitán[12]
31. Todos Santos Cuchumatán[13]
32. Unión Cantinil[14] (creat l'11 d'agost de 2005)